# Marcin Bilski
Marcin Bilski – polski matematyk, doktor habilitowany nauk matematycznych. Specjalizuje się w geometrii analitycznej zespolonej. Adiunkt Katedry Geometrii Analitycznej Instytutu Matematyki Wydziału Matematyki i Informatyki Uniwersytetu Jagiellońskiego.

## Życiorys zawodowy
Informatykę (1999) oraz matematykę (2002) ukończył na Uniwersytecie Jagiellońskim, gdzie następnie rozpoczął pracę naukową (w latach 1999-2006 jako asystent w Instytucie Informatyki UJ). Stopień doktorski uzyskał w 2004 broniąc pracy pt. Aproksymacja zbiorów analitycznych przygotowanej pod kierunkiem prof. Piotra Tworzewskiego. Habilitował się w 2015 na podstawie oceny dorobku naukowego i cyklu publikacji pt. Aproksymacja algebraiczna w teorii osobliwości.
Swoje prace publikował w takich czasopismach jak m.in. „Journal of Mathematical Analysis and Applications”, „Annales Polonici Mathematici”, „Constructive Approximation”, „Mathematische Zeitschrift", „Journal of Pure and Applied Algebra" oraz „Journal of Algebraic Geometry”.